# Premio Lissone 2007
Il premio Lissone 2007 ebbe luogo dal 15 dicembre 2007 al 27 gennaio 2008.
L'edizione fu curata da Luigi Cavadini

## Giuria
Luigi Cavadini, Chiara Gatti, Flaminio Gualdoni, Ada Masoero, Elena Pontiggia, Paolo Vergani.

## Commissione per gli inviti
Marco Franciolli, Anna Kafetsi, Sophie Kaplan, Marco Pierini, Ludovico Pratesi, Maria Cristina Rodeschini.

## Artisti partecipanti
Giovanni Cavaliere, Socrates Fatouros, Oscar Giaconia, Eleni Kamma, Christian Kathriner (fuori concorso), Alessandra Mancini, Luca Mengoni, Matteo Montani, Marco Neri, Nina Papaconstantinou, Emilie Satre, Stefan Sulzberger.

## Primo premio
Giovanni Cavaliere (San Severino, 1971), vince il primo premio.